# 格拉赛
格拉赛（法語：Graçay，法語發音：[ɡʁasɛ]），法国中部市镇，位于中央-卢瓦尔河谷大区谢尔省，隶属于维耶尔宗区，其市镇面积为31.82平方公里，2022年1月1日时人口数量为1,245人，在法国城市中排名第7,573位。
格拉赛位于谢尔省西部，毗邻安德尔省，富宗河流经镇中心，是一个区域性的中心城市，多条公路在此交汇。

## 地名来源
“Graçay”一名的来源及含义均尚有待考证。与格拉赛相邻的圣乌特里耶曾以拉丁语“Beatus Austregisilus Grasiacensis”的形式被记载，该名称对应的法语为“Saint-Oustrille-lès-Graçay”。

## 历史

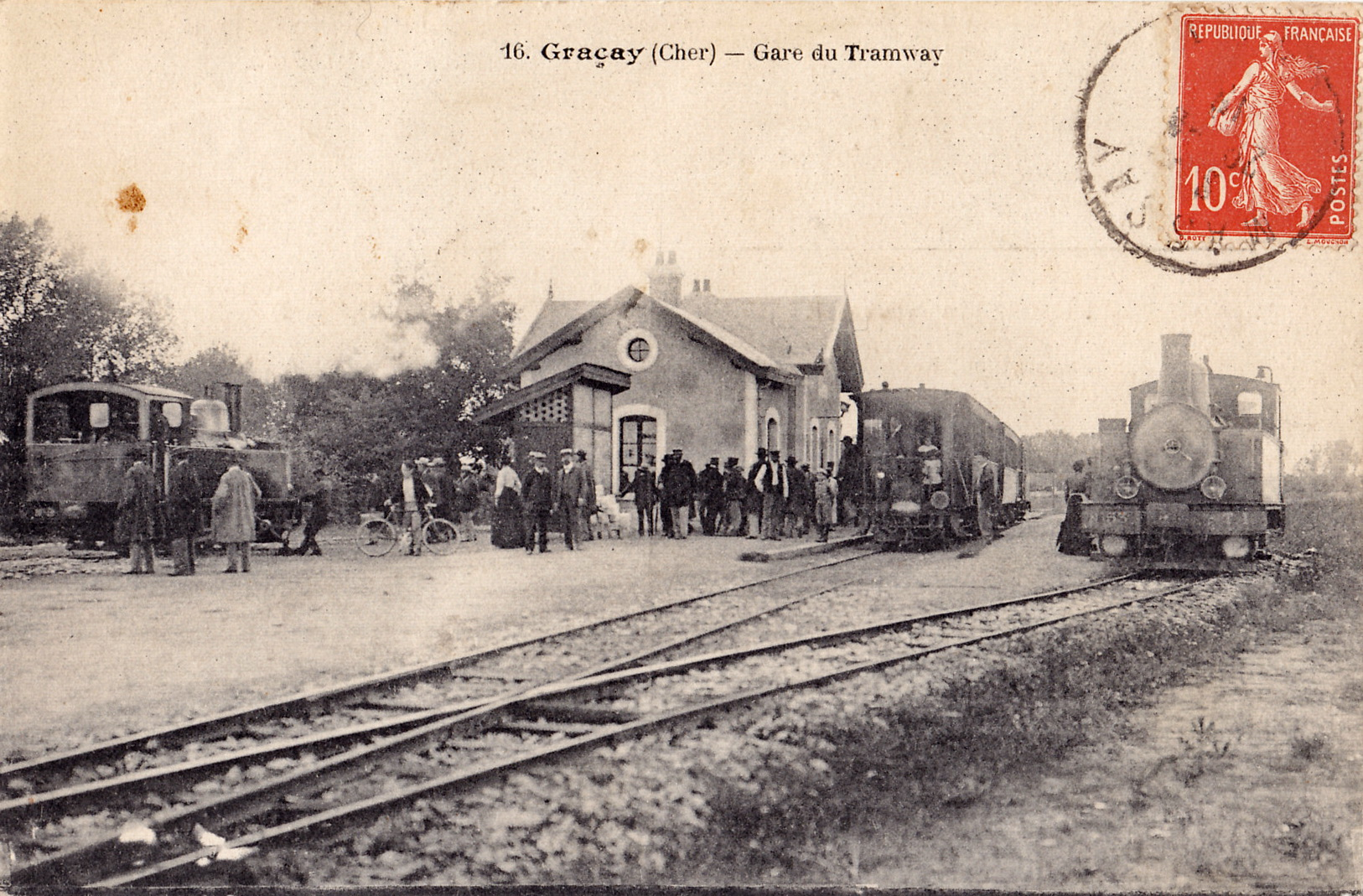
20世纪初的格拉赛火车站

格拉赛的早期历史尚不清楚。中世纪时，格拉赛长期为贝里伯爵的一处领地。公元1002年，格拉赛兴建了一处圣母教堂。13世纪时，格拉赛获得市镇贸易宪章，当地出现了一座水力磨坊。法国大革命后，格拉赛成为谢尔省的一个市镇。1806年，阿韦克西（Avexi）、库隆（Coulon）和圣法利耶（Saint-Phâlier）三个市镇整体并入格拉赛。自工业革命以来，格拉赛人口数量逐年下降。1906年，格拉赛磨坊被翻新重建。20世纪初，一条途径格拉赛的地方铁路建成通车，该铁路于二战前夕关闭。第二次世界大战期间，格拉赛民间曾出现抵抗运动组织，该地于1944年6月6日解放。
在行政区划方面，格拉赛在1801至2015年间为格拉赛县的县治。

## 地理

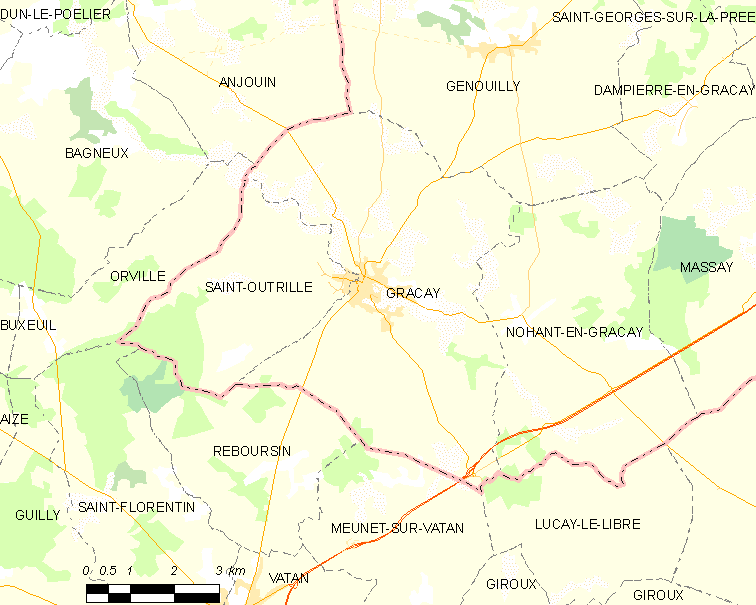
格拉赛市镇范围地图

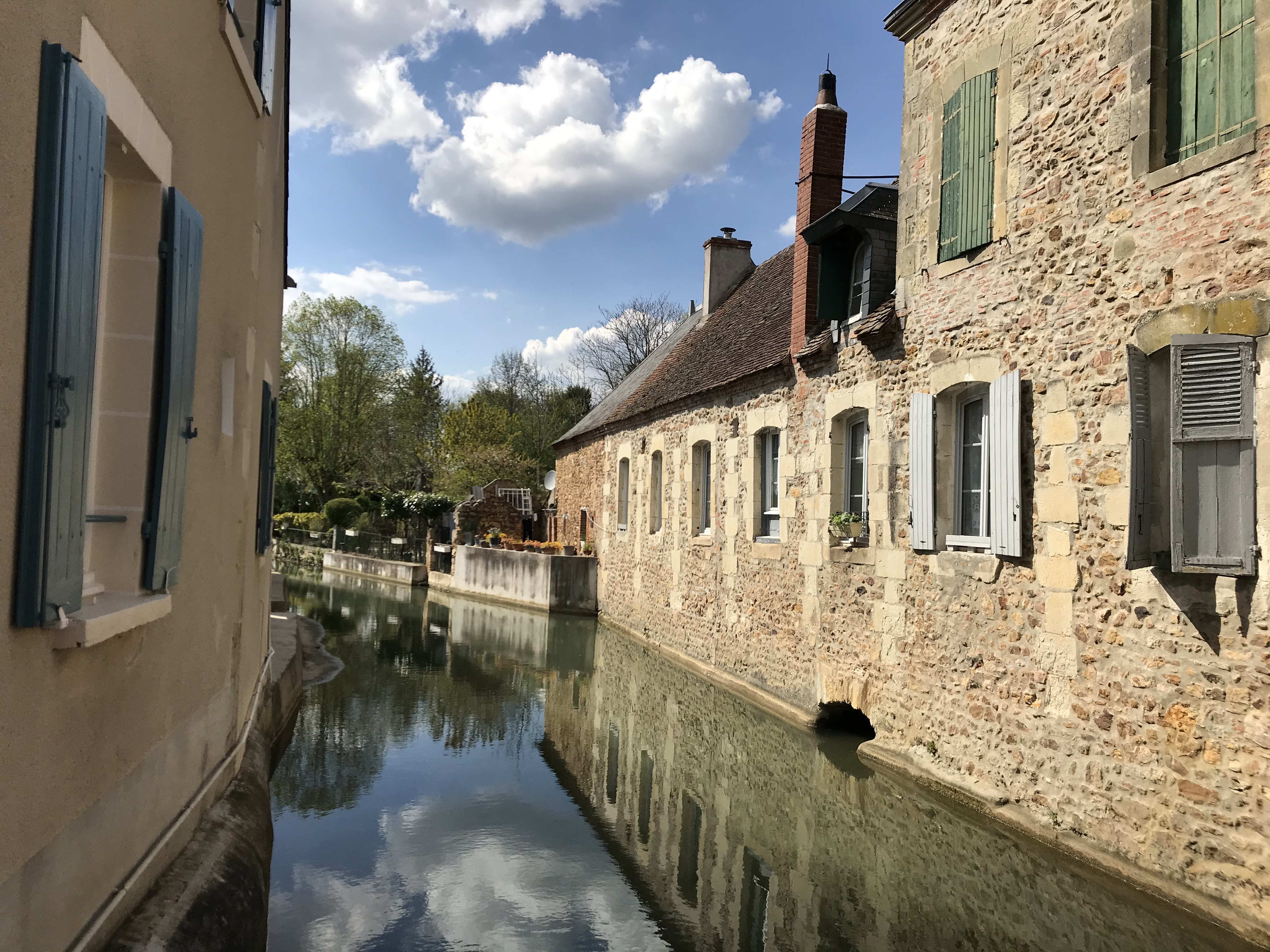
流经格拉赛镇中心的富宗河

格拉赛位于法国中部，中央-卢瓦尔河谷大区中南部和谢尔省西部，距离省会布尔日大约46公里。与格拉赛接壤的市镇包括：昂茹安、热努伊、圣乌特里耶、勒布尔桑、诺昂昂格拉赛、默内叙瓦唐和吕赛勒利布尔。

### 地形
格拉赛位于贝里地区西部，境内以平原为主，市镇中心地势较为平坦，全境海拔在97到164米之间。

### 水文
格拉赛位于卢瓦尔河流域范围内，富宗河自东向西流经镇中心，其左岸支流波宗河自东向西流经镇中心南部。

### 植被
格拉赛属于温带阔叶混交林区，林地广泛分布于河流附近。
在鲜花城市的评比中，格拉赛被评为2星级鲜花城市。

### 气候
格拉赛在柯本气候分类法中属于温带海洋性气候（Cfb）。

## 行政区划
格拉赛的市镇编号为18103，邮政编号为18310。
在行政管理方面，格拉赛隶属于法国中央-卢瓦尔河谷大区谢尔省维耶尔宗区；在地方选举方面，格拉赛隶属于维耶尔宗第二县，其市镇范围全境被划入谢尔省第二选区；在社会管理方面，格拉赛是维耶尔宗索洛涅-贝里市镇公共社区的组成部分。
截至2023年9月，格拉赛市镇范围内暂无任何城市敏感街区及城市政策优先街区。
法国国家统计与经济研究所（简称）在进行数据统计时，未将格拉赛划入任何城市核心区（Unité urbaine）及城市区（Aire urbaine）。自2020年起，格拉赛被划入包含20个市镇的维耶尔宗城市辐射区。此外，还将格拉赛市镇整体看作一个“块区”（IRIS），以便于统计人口分布情况。

## 交通

### 公路
谢尔省省道D19线、D68线、D83线、D230线和D922线在格拉赛境内交汇。中央-卢瓦尔河谷大区下属的城际客运提供巴士线路，可前往维耶尔宗。
2020年，62.2%的格拉赛家庭拥有至少一辆私人汽车。2021年，格拉赛境内共发生各类交通事故1起，造成1人遇难。
| 9 | 5 |

| 布尔日 | 46 |

| 勒伊 | 18 |

| 谢尔河畔自由城 | 21 |

### 铁路
格拉赛距离维耶尔宗城站大约23公里，该站停靠前往巴黎、里昂、南特、图卢兹等地的城际列车以及前往奥尔良、图尔、利摩日、讷韦尔和蒙吕松五个方向的区域列车。

### 航空
距离格拉赛最近的民用航空站为38公里外的沙托鲁机场，该机场开行前往多个城市的季节性包机航线。

### 城市公共交通
截至2023年9月，格拉赛暂无城市公共交通系统。

## 政治

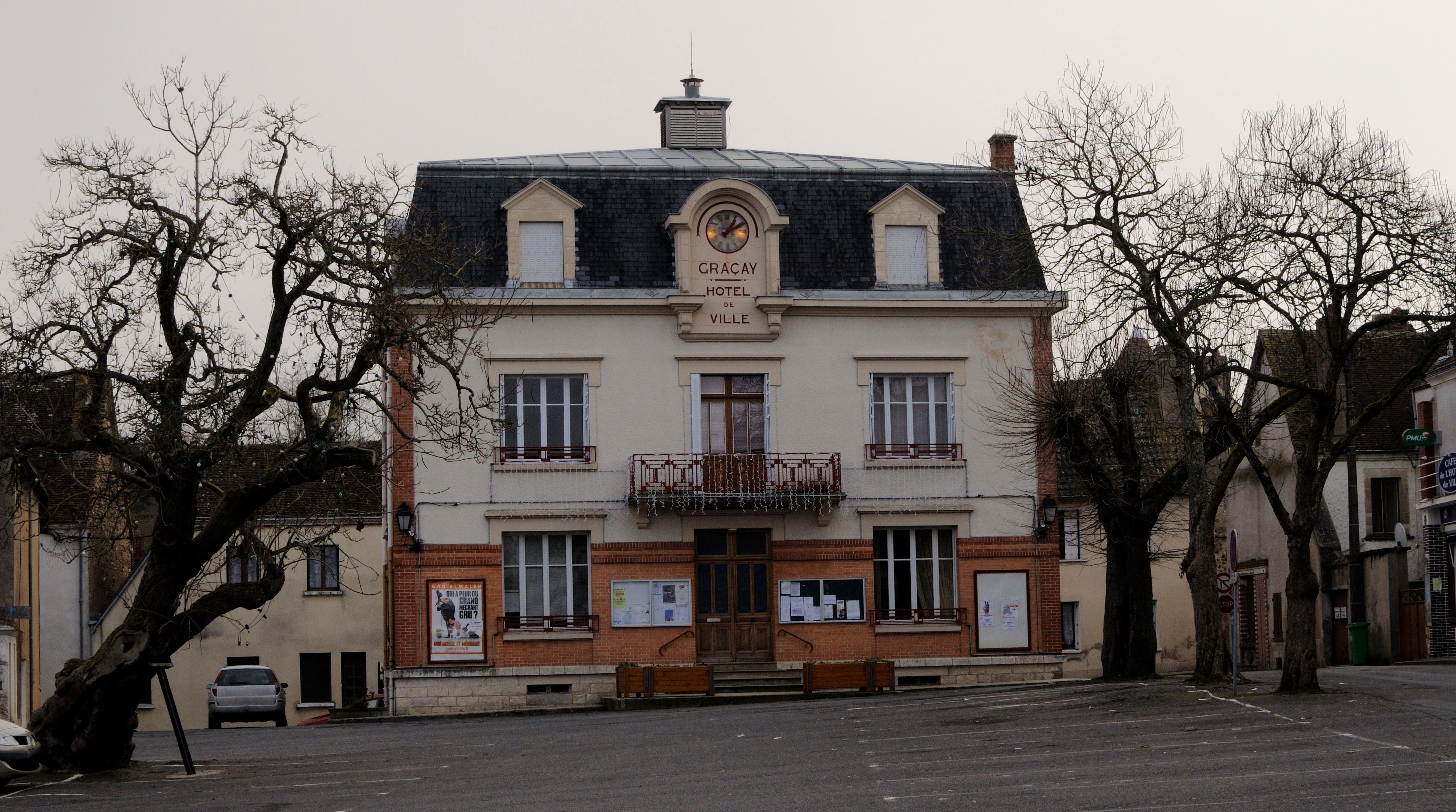
格拉赛市政厅

格拉赛的现任市长为米歇尔·阿尔尚博先生（Michel ARCHAMBAULT），他是一名左翼无党派人士，自2022年2月起担任，其前任让-皮埃尔·夏尔先生（Jean-Pierre CHARLES）在2020年的市政选举中获得了66.06%的支持率。
在2022年的法国总统大选中，法国极右翼政党国民阵线主席玛丽娜·勒庞在格拉赛获得了50.08%的支持率。

## 人口
2020年，格拉赛市镇人口数量为1,369，在法国排名第7,573位。其中男性634人，女性735人，75岁及以上人口占15.0%，外籍人口数量为28人，人口密度为43人/平方公里，当地居民被称为（男性）或（女性）。2021年，格拉赛境内出生12人，死亡人口29人。
| 格拉赛1901年－2020年人口变化情况 |
|                                  |
| 数据来源：Cassini、INSEE         |

## 经济
格拉赛是一个区域性的中心城市。截至2023年9月，格拉赛市镇范围内共有各类用人单位（包含自雇）247家，平均历史为18年，均为中小型企业（PME），2023年7月至9月间，当地的经济活力指数为0。（建材销售）和（企业管理）是当地2021年营业额最高的三个企业，分别为4,518,736欧元和487,201欧元。

## 财政与居民收入
2021年，格拉赛的财政收入总额为1,377,830欧元，财政支出总额为1,123,150欧元，当年的债务总额为1,474,630欧元。2021年，格拉赛市镇通过增值税获得61,600欧元的收入，此外当地还共获得了25,290欧元的国家直接财政补助。
2019年，格拉赛的人均月收入总额为1,776欧元，低于法国平均水平（2,303欧元）。
2020年，格拉赛境内的青壮年（15至64岁）失业率为18.7%；2022年，当地36.6%的家庭拥有纳税资格，平均纳税1,981欧元，低于法国平均水平（4,393欧元）。

## 社会事务

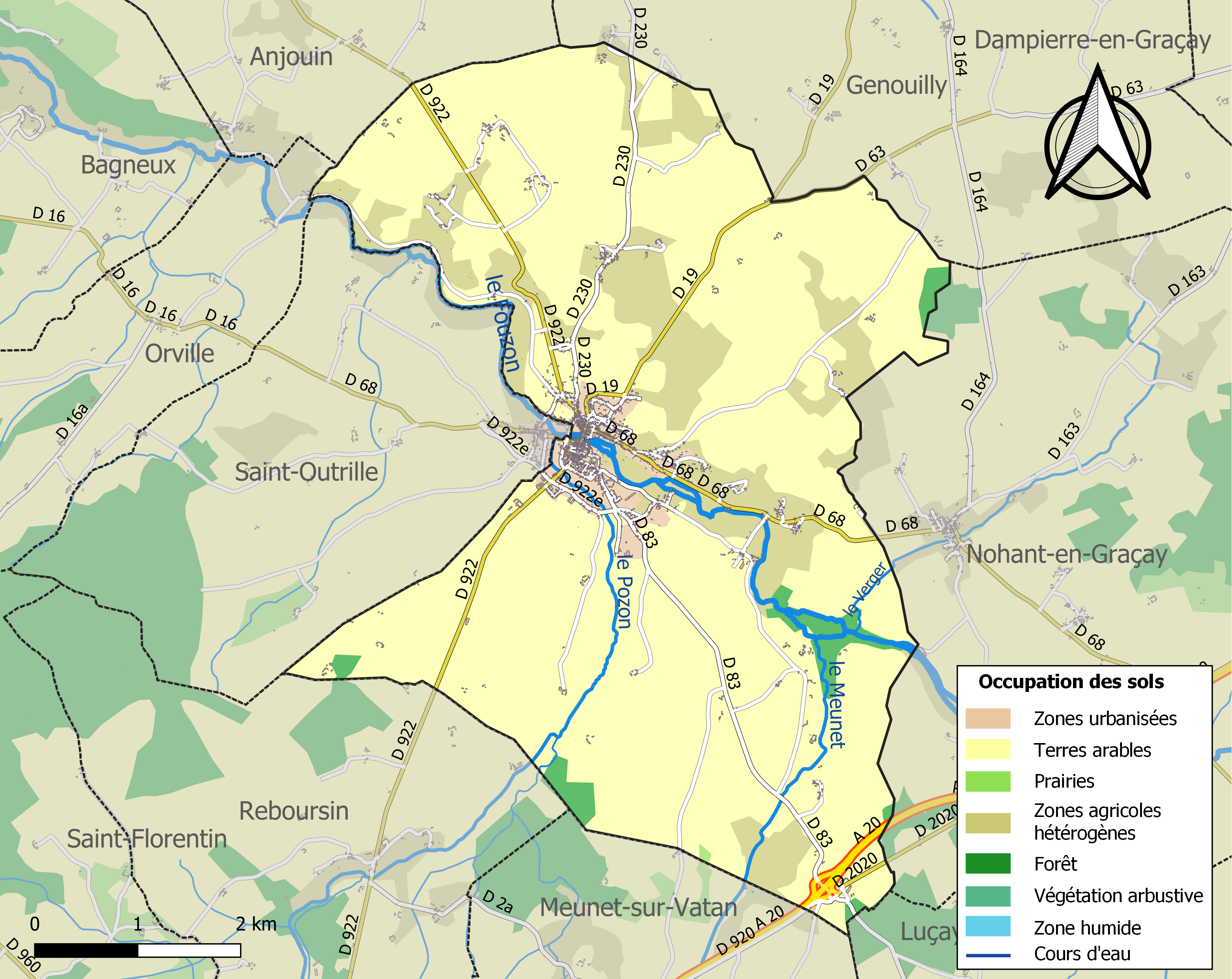
格拉赛土地利用情况地图

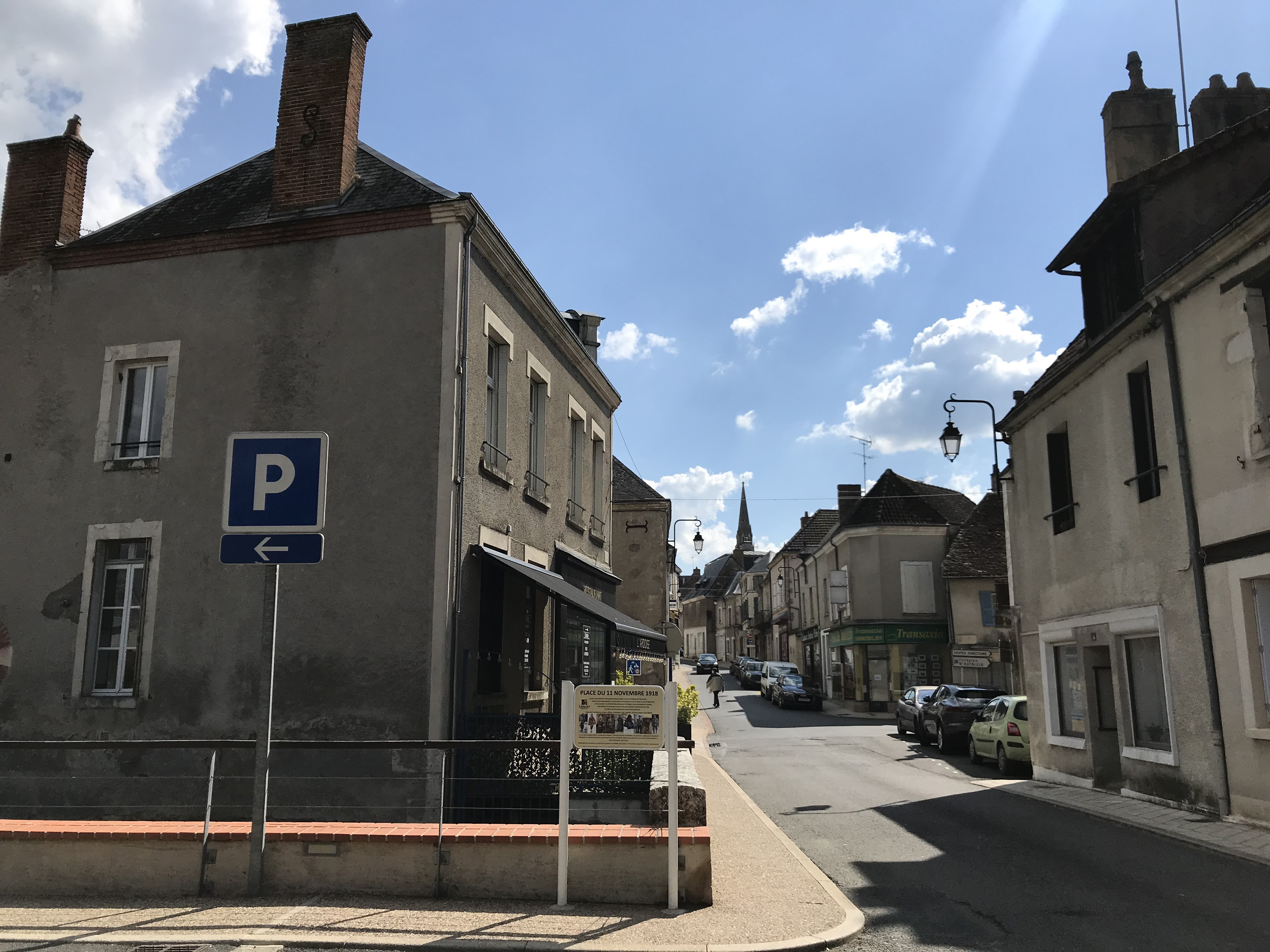
巴斯街

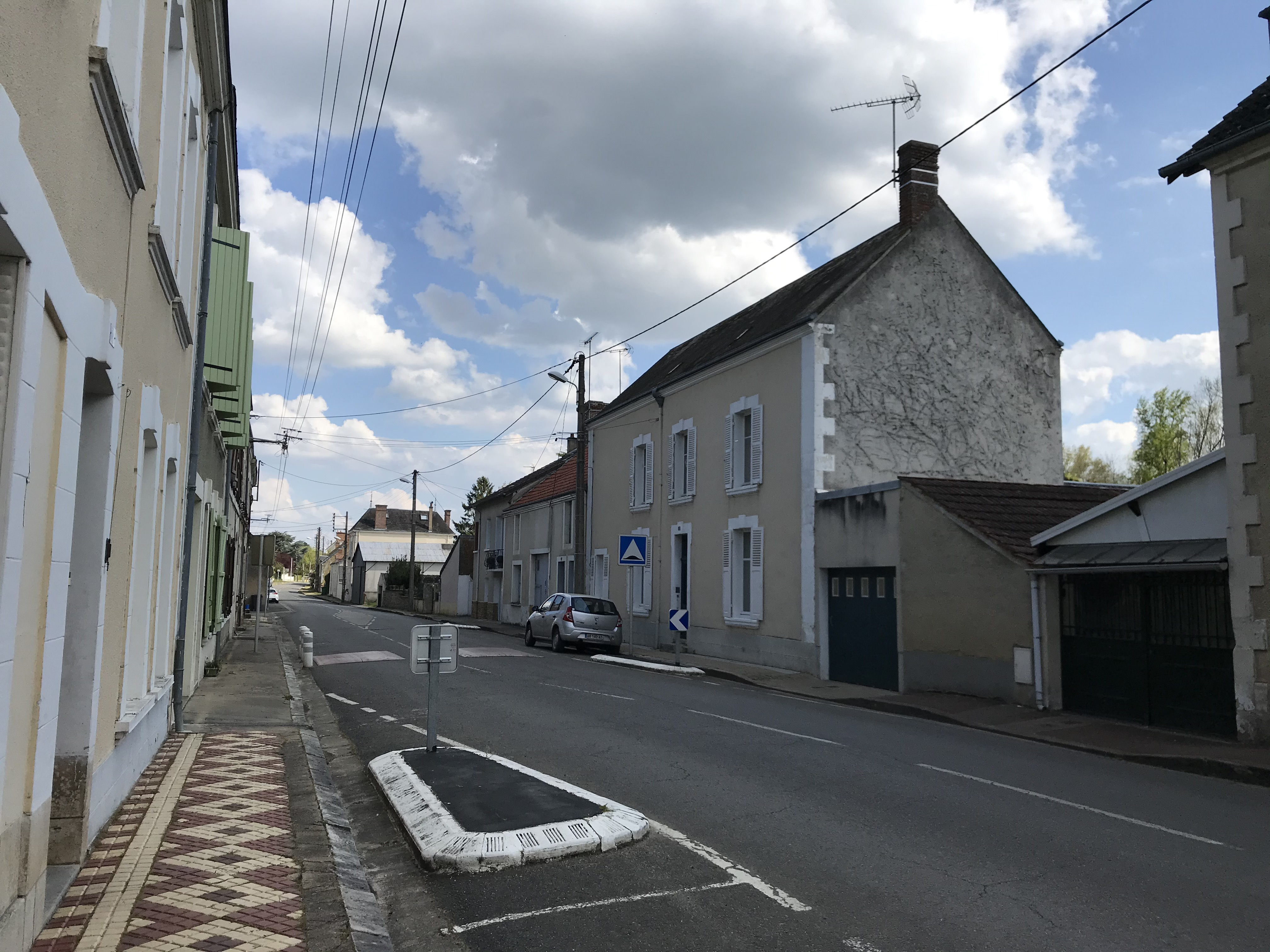
天堂街

### 教育
格拉赛属于奥尔良-图尔学区。截至2021年1月1日，格拉赛境内共有1所小学。

### 医疗
截至2021年1月1日，格拉赛境内共有全科医生2名、护士2名、药房1家。
距离格拉赛最近的区域性医疗机构为维耶尔宗中心医院（Centre Hospitalier de Vierzon），其主病区莱奥·梅里戈医院（Hôpital Léo Mérigot）位于维耶尔宗市区，距离格拉赛市区的正常车程大约21分钟，该院设有床位125个，是当地规模最大的公立综合性医院。

### 住房
2020年，格拉赛境内共有各类住房920套，其中93.5%为独立式居民区，6.1%为集中式居民区。常住房屋占格拉赛市镇范围内居民建筑总量的72.4%。
在住房保障政策方面，2022年，格拉赛境内共有121户家庭获得了住房经济补助，受益人数占总人口数量的10.5%，其中116份为房租补助。

### 商业
2021年，格拉赛境内共有各类实体商铺26家，其中餐厅2家、大型超市1家、杂货店2家、面包房2家、装饰品店1家、美容美发店2家、汽车维修店2家。格拉赛镇中心原有一家家乐福便民超市，后因亏损严重而于2022年12月关闭。此外当地不定期举办农贸集市。

### 体育
2021年，格拉赛境内共有1家游泳池、1间体育馆、2处网球场、1处足球或橄榄球场以及1处篮球或排球场。
截至2023年9月，格拉赛-热努伊体育会（Graçay Genouilly Sports，编号547570）是格拉赛境内唯一的一家注册足球俱乐部，其主队2023至2024赛季参加谢尔省足球联赛乙组（法国第十级别），其主场为埃德蒙·费拉古综合体育公园（Parc omnisports Edmond Ferragu）。

### 环境
格拉赛的环境事务由其所属的维耶尔宗索洛涅-贝里市镇公共社区联合各级政府协调负责。2021年，格拉赛境内暂无污染企业。

### 治安
2021年，格拉赛市镇范围内有1处宪兵队。
格拉赛及其附近的共55个市镇是维耶尔宗国家宪兵队（zone gendarmerie de Vierzon）的管辖范围。2020年，该宪兵队累计记录各类案件1,459起，其中盗窃类案件708起，经济类案件243起，毒品交易类案件64起。

## 文化

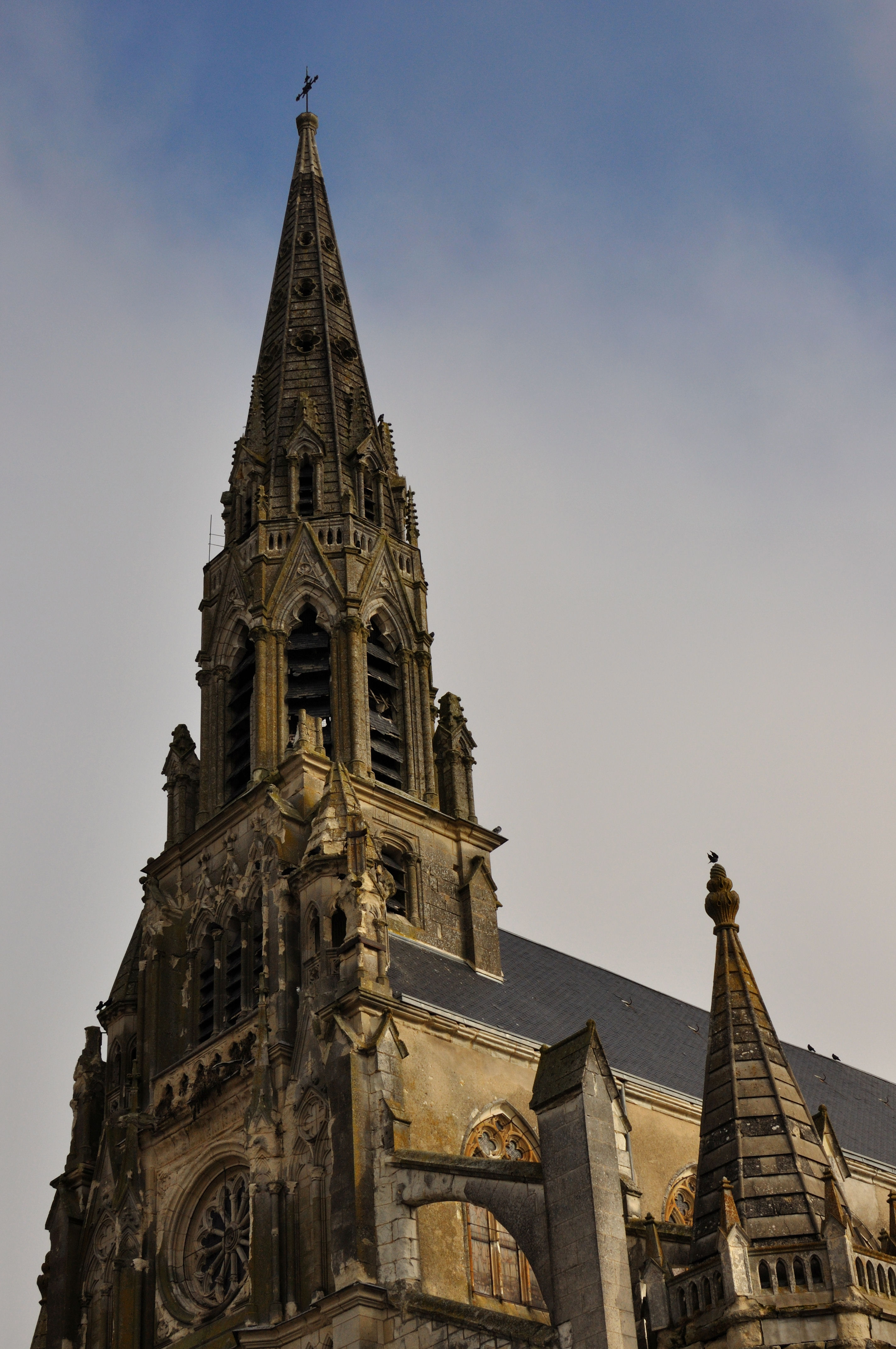
圣母教堂的塔顶

2021年，格拉赛境内暂无任何文化设施。格拉赛境内建有市政图书馆，每周一、三、四向公众开放。

### 建筑
格拉赛境内有多处历史建筑，其中镇中心的圣母教堂（Église Notre-Dame de Graçay）为法国国家文物保护单位，亦是当地的地标性建筑物。

### 旅游
格拉赛的旅游事务由其所属的维耶尔宗索洛涅-贝里市镇公共社区负责。2023年，格拉赛境内有1个露营地，可容纳共46辆露营车。

### 媒体
法国主要的媒体均可在格拉赛接收，法国电视三台下属的中央-卢瓦尔河谷大区频道在部分时段播出格拉赛所在谢尔省的地方新闻。《贝里共和党人报》、蓝色法兰西贝里广播、震动广播等是当地主要的地方性媒体。

## 相关人物
法国击剑运动员让·马尔格拉夫出生于格拉赛。

## 友好城市
截至2023年9月，格拉赛暂未建立任何友好城市关系。